# Lithospermum distichum
Lithospermum distichum là loài thực vật có hoa trong họ Mồ hôi. Loài này được Ortega mô tả khoa học đầu tiên năm 1797.